# Hospodářská informatika
Hospodářská informatika je věda o návrhu, vývoji a využití informačních a komunikačních systémů v podnicích, v podnikání a ve veřejné správě (viz také informační systém). Funguje jako interdisciplinární obor, své kořeny má v ekonomii, zejména v obchodní administrativě a informatice a výpočetní technice. Pro hospodářskou informatiku jsou důležité zjištění a metody společenských věd, zejména sociologie a psychologie a dalších disciplín, jako je kybernetika, teorie systémů a komunikačních technologií v oblasti výzkumu, výuky a praxe z počítačové vědy příslušné ekonomiky.

## Věda
Přestože hospodářská informatika v sobě obsahuje několik charakteristik jiných disciplín, má samostatný význam – zabývá se teorií, metodou, nástrojů a intersubjektivně ověřuje znalosti v oblasti informačních a komunikačních systémů. Ty se vyvinuly do komplexnějších systémů vývoje a provozu. Jde o vědu v pravém slova smyslu, ale má i prvky strukturní vědy. Hospodářská informatika se zabývá návrhem na použití systémů, je obecně vnímána jako inženýrská věda. V první řadě se hospodářská informatika zaobírá informačními a komunikačními systémy, které, podobně jako v počítačové vědě, nejsou nutně elektronické systémy. Hospodářská informatika se mnohem více rozvíjí pro skutečné sociální a ekonomické systémy, modely, a snaží se formulovat a vytvářet požadavky na informační systémy a informační modely. Dá se proto chápat i jako společenská věda. Pro tvorbu informačních systémů zase slouží ekonomická počítačová věda. Tyto informace budou především z ekonomického hlediska dostačující. Na mnoha univerzitních místech je hospodářská informatika spojena s ekonomikou.
Dále se hospodářská informatika jako věda zabývá získanými systémy jako takovými, ekonomickými údaji, informacemi a vědomostmi a tím, jak mohou být tyto systémy dány k dispozici.
Kromě toho, že hospodářská informatika je nezávislá vědecká disciplína, je jednou z priorit v rámci studií, které jsou nedílnou součástí soukromých a veřejných výzkumných ústavů.

## Pracovní oblasti hospodářské informatiky
Hospodářská informatika se zabývá plánováním, vývojem, implementací, provozem, rozvojem a využívaných informačních a komunikačních systémů, které se nasazují k formálním podnikovým procesům pokud strukturovaným strategickým rozhodnutím v podniku a ve veřejné správě.
Aplikace, které zejména kvůli své specializaci, či zobecnění, nejsou ve formálním rámci, nepočítají se ke klasickým pracovním oblastem hospodářské informatiky.
| Business-Intelligence                                                    | Informační management | Informační a komunikační systém | On-line ekonomika                                                                                                | Procesní řízení                                                       |
| ------------------------------------------------------------------------ | --- | --- | --- | --------------------------------------------------------------------- |
| - Obchodní údaje - Data-Mining - Operační výzkum - Simulace - Statistika | - Management obecně - Informační systémy - Informační ekonomika - Informační a komunikační technologie - IT zprávy - IT organizace - IT strategie - Podniková architektura - Speciální informační management - Znalost - Podnikový obsah managementu - Elektronická archivace - Vyhledávání informací | - Provozní informace - Aplikační systémy (Vývoj, projektování, údržba) - Komunikace - Člověk a psychologie - Speciální informační systémy - Systém pro podporu rozhodování, kontrolní systémy - Správa informačních systémů - Informace o obchodu - Vnitřní organizační systémy pro obchodní spolupráci - Plánování výroby a kontrolních systémů (PPS) - Komunikace a spolupráce v systému | - Podniková integrační aplikace - Web Service a doručovací architektura - E-Business - Online-Marketing - IT Law | - Obchodní procesy - Workflow a řízení workflow - Service Engineering |

 Nástroje 
Vědy, z nichž se hospodářská informatiky vyvíjela:
- Modelování
  - Informační model
  - Referenční model

Další oblasti
- E-Government
- E-Learning
- E-Health
- M-Business
- Very Large Business Applications

## Vliv jiných věd
Pro dílčí obor informatika jsou obzvláště relevantní následující úseky:
- Praktická informatika
  - Algoritmy
- Operační systémy
  - Databáze
  - Datové struktury
  - Programovací jazyky
  - Softwarové inženýrství (softwarového inženýrství)
  - Počítačové sítě
- Umělá inteligence
- Architektura počítačů

Podniková dělí ekonomika hospodářskou informatiku nejprve do velkých částečných odborů, a to na operativní funkční podporu a strategickou podporu rozhodnutí.
Úkolem hospodářské informatiky je pokrýt obě oblastí, aby operativní procesy měli co nejlepší podporu, a současně, aby odpadávalo co nejvíce údajů jako podklad pro strategická rozhodnutí.
V praxi pokrývá hospodářská informatika následující konkrétní funkce:
| Provozní podpůrné funkce | Strategické rozhodnutí podpory |
| --- | --- |
| - Materiál, produkce, logistika, servis - POS systémy - Zákazník řízení Customer relationship management - Manažerská smlouva a mzdové systémy - Stavebnictví - Účetnictví - Projektové řízení - Zvýšení výměny údajů mezi společnostmi - Odbor územního plánování a optimalizační metody - Fleet management, plánování trasy, nákladní řízení - V jakékoli jiné oblasti, v jádru každé společnosti, obchodní funkce (sedadla v kinech, systém silnic na železnici, atd.) | - Kalkulace - Marketing - Lidské zdroje - Controlling - Ohlašování - Organizační poradna - Podnikové procesy - Inženýrské služby - Řízení podniku - Pojistně-matematický systém - Fáze analýzy v softwarovém inženýrství |

Další poddisciplíny hospodářské informatiky jsou inženýrská věda, komunikační věda a systému věd psychologie a sociologie.

## Vliv na ostatní vědy
V ekonomickém oboru se vyvinula výpočetní ekonomie, která využívá pouze část metody informatiky a hospodářské informatiky, aby podporovala ekonomické metody.

## Historie
Původně se informatické vědy v ekonomice nazývali elektronické zpracování dat, zda operační zpracování dat.
V anglicky mluvících zemích známé jako Business Informatics. V anglicky mluvících počítačové vědy, ekonomiky jako
Business Informatics známá. V tomto odvětví se uplatňují informační systémy (IS). K dispozici je také tzv. Informační systém pro výzkum (IRS), který je sesterskou disciplínou IS.
V polovině padesátých let se objevily první počítačové kurzy v rámci integrovaného studia podnikání. V roce 1963 založil
Ervin Groch Ústav pro obchodní organizace a automatizace (BIFOA) na univerzitě v Kolíně nad Rýnem.
O tři roky později uveřejnil Peter Mertens, jeden ze zakladatelů společnosti Computer Science, svou doktorandské práci, která
se věnovala ekonomice v počítačové vědě, s tématem mezinárodní spolupráce a integrace v rámci automatického zpracování dat. V roce
1968 se na univerzitě Johanese Keplera v Linci začal vyučovat obor se zaměřením na zpracování dat s podnikatelským zaměřením
ve firmách. Od roku 1975 vzniklo na Technické univerzitě v Darmstadtu, univerzitě Johanese Keplera v Linci, vídeňské
Technické univerzitě zaměření na počítačové vědy v průmyslu, které pak Asociace univerzitních učitelů pro podnikání provozovat
počítačové vědy Vědecká komise, která byla založena v roce 1987 ve Vědecké komise ekonomika a výpočetní technika byl. Společnost pro
počítačové vědy (specializovaná instituce v německy mluvících zemích) v roce 1983 rozšířila své oddělení o páté ekonomické
oddělení, týkající se počítačové vědy. V následujícím roce byla založena univerzita Učitelé pro hospodářskou počítačové vědy August-Wilhelm
Scheer, IDS Scheer s klíčovým pojmem ARIS. V roce 1988 byly na školách založeny Hospodářské pracovní počítačové vědy (AKWI).
V roce 1990 vznikl první vědecký časopis pro ekonomiku v počítačové vědě s názvem Výpočetní technika a ekonomie jako nástupce
časopisu Aplikovaná výpočetní technika.
O rok později, vědecká komise ekonomika a výpočetní technika a informatika a výpočetní technika pro firmu na základě doporučení pro
diplom kurzy na vysokých školách, počítačové vědy z ekonomiky.
V roce 1993 se konala první odborná konference hospodářské informatiky na Vestfálsko-Wilhimské Univerzitě v Münsteru. Od té doby se konaly v dvouletých cyklech mezinárodní setkání hospodářské informatiky a proměnlivě multikonferenční hospodářské informatiky. V roce 2009 se bude konat odborná konference poprvé mimo Německo, ve Vídni (Rakousko). Také na Vestfálsko-Wilhimské univerzitě se konala první odborná konference v roce 1997 na vědní obor hospodářské informatiky. V roce 1999 bylo v německy mluvících zemích poprvé možné získat na Vestfálsko-Wilhimské univerzitě v Muenster bakalářský a magisterský titul v hospodářské informatice. První fakulta pro hospodářskou informatiku vznikla v roce 2001 na Univerzitě Ota Friedricha v Bamergu, av roce 2004 první celosvětově konané výzkumné centrum pro hospodářskou informatiku / informační systémy – Evropské výzkumné středisko pro informační systémy ( Erciş), na Vestfálsko-wilhimské univerzitě v Muensteru. V roce 2005 veřejná společnost pro informatiku, obor hospodářské informatiky, vypracovala doporučení pro bakalářské / magisterské tituly hospodářské informatiky. V roce 2007 byl vypracován jménem vědecké komise příkaz odborné komise hospodářské informatiky "doporučení pro univerzitní vzdělání v hospodářské informatice", které byly přijaty od společnosti pro informatiku. V zimním semestru 2008/09 byl poprvé v německé mluvící oblasti, vypracovaný kompletní anglický postup studií v hospodářské informatice (Informační systémy) od Vestfálsko-Wilhimské univerzity v Muensteru.

## Činnosti absolventa hospodářské informatiky
Absolvent magisterského studia v oboru počítačových věd ekonomického výzkumu, může působit jako student doktorandského studia na vysoké škole.
V podnikání existuje několik oblastí, v závislosti na zkušenostech se mohou lišit. Typické využití znalostí je poradenství. Tam se může absolvent uplatnit v strategickém (IT strategie, řízení portfolia, architektura), ale i v taktickém (IT architektury, analýzy, design, project management,
testování, kontrola) IT poradenství. Existuje také několik možností uplatnění se na vedoucí pozici v průmyslu (CIO, hlavní architekt, projektový manažer, IT stratég), nebo tzv. senior pozici v oblasti IT (Enterprise Architect, Roztok Architekt, Project Manager, Test Manager, Test Architect, Business Analyst, apod.)